# Sint-Rita (Kontich)
Sint-Rita is een wijk in de Belgische gemeente Kontich. De wijk is vernoemd naar de heilige Rita, patrones van de "hopeloze gevallen". De wijk is voornamelijk bekend door het Augustijnenklooster, het Sint-Rita College en de Sint-Ritakerk. Het beeldje van de heilige Rita en de relikwieën in deze kerk trekken jaarlijks veel pelgrims.

## Geschiedenis
De Augustijnen kregen in 1936 van kardinaal Van Roey toestemming op de huidige locatie een nieuw klooster te stichten. Op 30 april van datzelfde jaar volgde de toelating van de Congregatie voor de Religieuzen en op 7 mei ten slotte die van de Generale Curie. Op 23 oktober 1959 verkreeg de Sint-Ritakerk de titel van kapelanij en op 28 november 1966 werd ze een parochie. Op 1 juli 2004 vertrokken de paters Augustijnen uit Kontich.

## Cultuur

### Evenementen
- Schoolrock